# Spandiletame

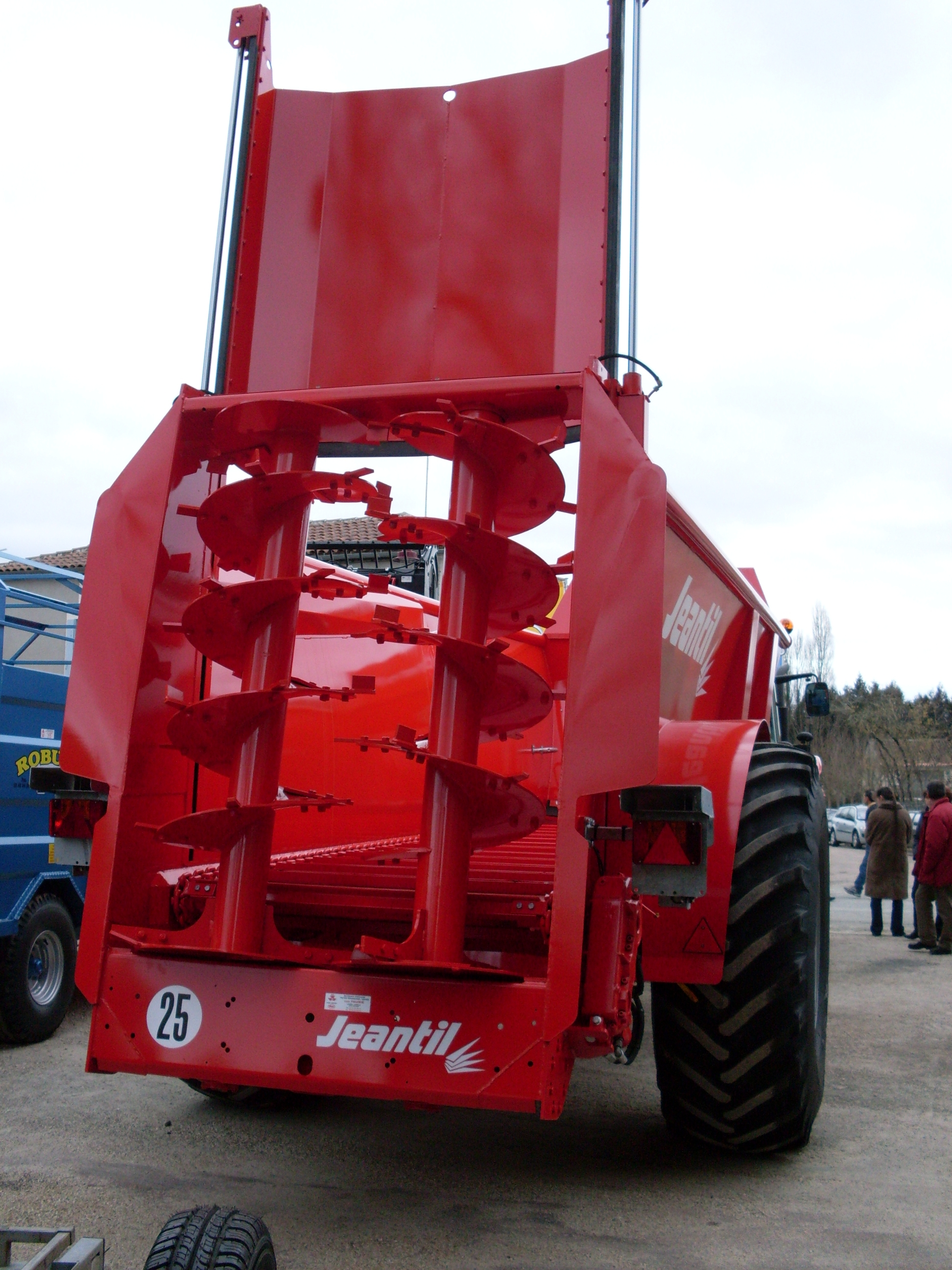
Spandiletame a rulli posteriori verticali

Lo spandiletame è un macchinario agricolo utilizzato per disperdere il fertilizzante animale su una superficie agricola, normalmente è un attrezzo di tipo trainato da una trattrice, al contrario, in Nord America non è raro che per questa procedura si usino dei camion equipaggiati con l'attrezzatura dedicata.
Il funzionamento avviene grazie alla presa di potenza del trattore, al quale è collegata per mezzo di un giunto cardanico,  a sua volta mette in moto una serie di dischi o coclee sul posteriore della macchina ed un nastro trasportatore posto sul basamento della zona di carico.
Lo scopo dello spandiletame è analogo allo Spandiconcime, ovvero quello di fertilizzare la cultura trattata, la differenza tra le due macchine sta nel fertilizzante e la forma stessa, infatti questa macchina agricola utilizza il letame degli animali allevati, ed è praticamente indispensabile in una azienda ad indirizzo zootecnico, inoltre a differenza dello spandiconcime, la forma dello spandiletame ricorda vagamente quella di un rimorchio agricolo.

## Storia

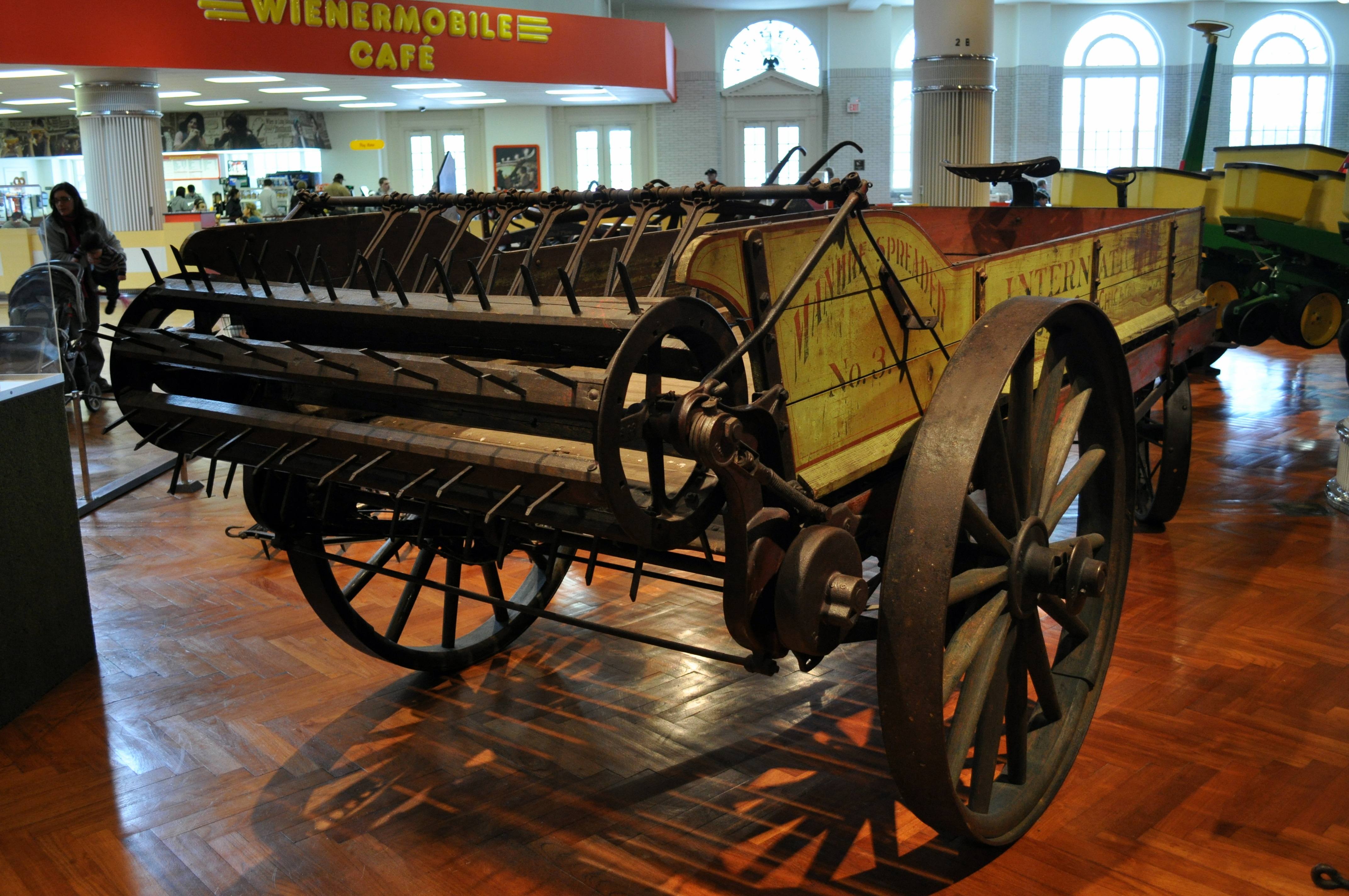
Un antico Spandiletame prodotto dalla International Harvester.

Il primo spandiletame automatizzato a trazione animale che si ha traccia, risale al 1875 e deve il merito all'inventore Joseph Kempf, che utilizzò per la prima volta la sua invenzione presso la sua azienda agricola nel villaggio di Magog, nella provincia del Québec in Canada. In seguito al tale evento, egli si i trasferì negli Stati Uniti e fondò nella contea di Newark Valley a New York  la J.S. Kemp Manufacturing Co.

## Descrizione
I primi spandiletame messi in commercio erano studiati per essere utilizzati tramite la forza animale composta da uno o più animali a seconda della mole dell'attrezzo e dalla caratteristica del campo; Ai giorni nostri, nonostante questa tecnologia sia considerata obsoleta, esistono ancora costruttori che fabbricano attrezzi agricoli per piccoli veicoli o pick-up.  
Gli spandiletame, le cui capacità di carico possono raggiungere diversi metri cubi di materiale, si dividono in due tipologie:
- a spandimento posteriore, per mezzo di rulli verticali od orizzontali.
- a spandimento laterale, per mezzo di dischi rotanti.

Azionando la presa di forza della trattrice, si mettono in moto gli ingranaggi per lo spandimento nel campo delle deiezioni animali di tipo solido (letame).
In entrambi i casi, l'avanzamento del materiale dal contenitore al meccanismo di spandimento avviene per mezzo di un nastro trasportatore, in questo modo tutto il contenuto della vasca si infrange contro i rulli o i dischi rotanti posti al retrotreno.
In alcuni spandiletame, soprattutto per quelli più recenti, è presente una paratia posta dietro i rulli comandata mediante pistoni idraulici, utile per evitare la dispersione del materiale fertilizzante durante il viaggio.
In questi ultimi anni si sono sviluppati i cosiddetti spandiletame per semidenso, che consentono lo spandimento sia di deiezioni solide che liquide.